# Red Hand Commandos
Les Red Hand Commandos (Commandos de la Main rouge, RHC) sont un groupe paramilitaire loyaliste nord-irlandais fondé en 1972. 

Proche de l'Ulster Volunteer Force, il participe au Combined Loyalist Military Command dans les années 1990. Il se serait reconstitué en Loyalist Retaliation and Defence Group. L'organisation est placée sur la liste officielle des organisations terroristes du Royaume-Uni.